# 墓地圣路济亚朝圣地

卡拉瓦乔：《圣路济亚下葬》

墓地圣路济亚朝圣地（Santuario di Santa Lucia al sepolcro）是一处罗马天主教的朝圣地，供奉于公元304年在戴克里先迫害期间殉道的圣路济亚。教堂、方济各会修道院和附近的圣徒墓地，位于西西里锡拉库萨城墙外的圣路济亚区，也称为城外圣路济亚堂（chiesa di Santa Lucia fuori le mura）.

## 教堂
教堂建于1100年左右，由诺曼人建造，为诺曼建筑风格。从14世纪开始，文艺复兴时期，立面改建，玫瑰窗可以追溯到那个时代。1693年的地震对其造成很大的破坏，此后进行重建，增加了立面朝向广场的门廊 (1723-1734）。2018年12月13日，锡拉库萨总教区将该堂定为教区朝圣地。
祭坛后面是卡拉瓦乔的《圣路济亚下葬》 ，绘于1608年，2020年12月6日返回这里。

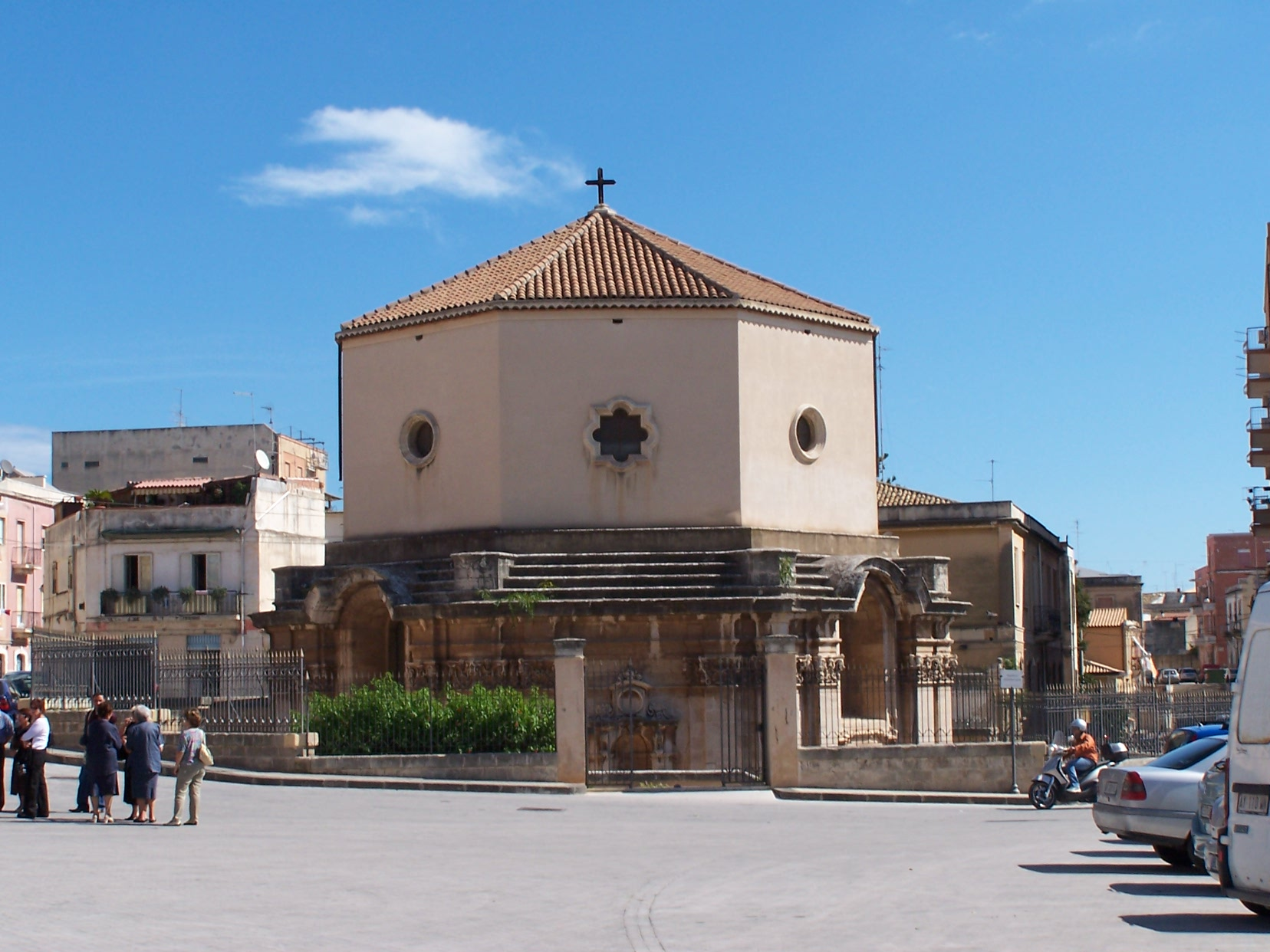
圣路济亚墓